# Taalpurisme

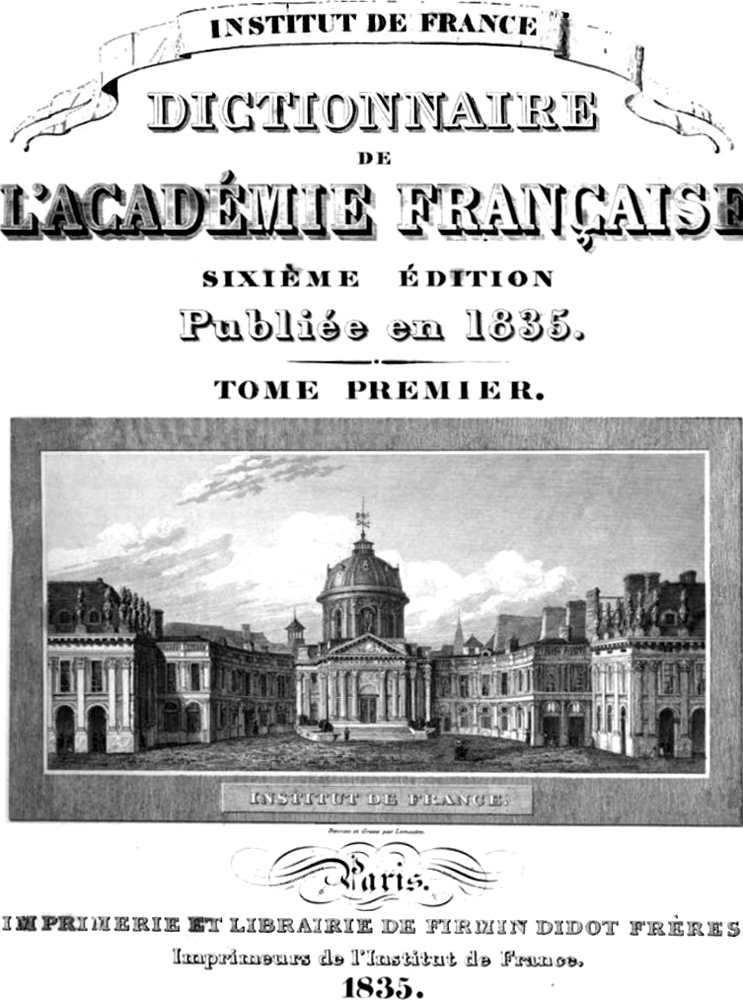
De Académie française doet aan Frans taalpurisme

Taalpurisme of taalzuivering is het bewust uit de taal weren van woorden en uitdrukkingen die door de spraakmakende gemeente als ongewenst beschouwd worden. 

## Inleiding
Er zijn in de wereld geen talen zonder leenwoorden. Het percentage leenwoorden per taal kan weliswaar sterk variëren. De woordenschat van Engels bestaat bijvoorbeeld voor meer dan de helft uit leenwoorden, terwijl in het IJslands minder dan 10 procent van de woorden afkomstig is uit andere talen.
Sommige taalgemeenschappen hebben een strikt beleid inzake leenwoorden. Zo publiceert in Frankrijk de Académie française geregeld lijsten met Franse alternatieven voor vreemde woorden. Onder meer voor fax, ketchup of walkman zijn in de twintigste eeuw de vertalingen télécopie, tomatine en baladeur bedacht. In andere taalgebieden springt men dan weer veel soepeler om met leenwoorden. In het Italiaans worden bijvoorbeeld maar weinig Engelse woorden doelbewust vervangen door zuiver Italiaanse varianten. Zelfs algemeen Romaanse afkortingen als OVNI ‘ufo’ of SIDA ‘aids’ worden in het Italiaans niet gebruikt.

## Wetenschappelijke opvattingen
Bij het horen van de term taalpurisme wordt doorgaans gedacht aan de verwijdering van exogene elementen uit een taal. Maar taalpurisme kan in feite ook veel ruimer worden opgevat. Allereerst is taalpurisme immers slechts een van de componenten in het codificatieproces van een standaardtaal. Ook in taalgebieden waar men openstaat voor alle vreemde invloeden, hebben mensen zich ten slotte steeds bekommerd om de cultivering van hun moedertaal. De casus van het Engelse standaardiseringsproces, bijvoorbeeld, bewijst dat het perfect mogelijk is om een eigen woordenschat uit te bouwen zonder daarbij uitheemse invloed te duchten.
Het creëren van een eigen woordenschat is dan ook maar een van de onderdelen in het ontwikkelingsproces van een standaardtaal. Er dient daarnaast ook een spraakkunst te worden vastgelegd, er is nood aan vaste spellingregels en er moet een algemene consensus over de uitspraak komen. Er bestaat, bij talen met een groot percentage aan lexicaal exogene taalelementen, veelal een tendens juist op die andere aspecten van het codificatieproces de nadruk te beginnen te leggen. Bij hun bestrijding van vreemde elementen kunnen taalzuiveraars immers ook aspecten uit bepaalde variëteiten van een taal weren, bijvoorbeeld componenten uit bepaalde stijlregisters of invloeden van bepaalde dialecten.
Door de 19e-eeuwse neogrammatici werden talen beschouwd als een product van door rigoureuze taalwetten geregeerde organische processen. Veel klankwetten zijn dan ook uitgedacht door geleerden van deze wetenschappelijke stroming. Historische taalkundigen zagen taalverandering als een onvermijdelijk proces en de pogingen van taalzuiveraars om deze ontwikkelingsgang een halt toe te roepen, werden als onnatuurlijk bestempeld. Bovendien werden de 19e-eeuwse taalgeleerden beïnvloed door de romantiek, waar men dialecten op een voetstuk zette wegens hun veronderstelde zuiverheid. Bijgevolg zag men standaardtalen als kunstmatige creaties.
Anderzijds bracht het taalhistorische werk van de neogrammatici verborgen lagen in talen naar boven met complexer grammaticale structuren en een zuiverder woordenschat. Juist zoals taalbouwers zich in de renaissance gingen spiegelen aan de zuiverheid der klassieke talen gaven deze wetenschappelijke bevindingen aanleiding tot een verering van oudere stadia van de eigen taal. Veel taalgeleerden gingen bijvoorbeeld de moderne Germaanse talen toetsen aan de vermeende ongereptheid van het Gotisch, het Oudnoors of het Angelsaksisch. Ze kwamen ook vaak tot de vaststelling dat de talen erop achteruit waren gegaan sedert die oudere taalstadia.
Ook de beschrijvende taalkunde uit de eerste helft van de 20e eeuw had maar weinig lof voor taalpurisme. Linguïsten van deze strekking hadden vrijwel alleen oog voor het synchrone aspect van de taalkunde. Historisch taalonderzoek moest plaats ruimen voor een meer atomistische visie op het begrip taal; etymologie werd gebagatelliseerd en het foneem trad op de voorgrond als het belangrijkste voorwerp van onderzoek.
Er werd bovendien getracht het beeld van de traditionele taalfamilies onderuit te halen. Geleerden deden onderzoek naar typologische overeenkomstpunten tussen talen van verschillende families. Omdat taalkundige verwantschap en etymologie een van de voornaamste pijlers zijn waarop taalpurisme steunt, werd het streven naar taalzuivering door de beschrijvende taalkunde als het ware van zijn bestaansreden beroofd.
Overigens bestond ook in de beschrijvende taalkunde grote interesse voor de authenticiteit van de dialecten. De cultivering en standaardisering van taal gold als een struikelblok bij wetenschappelijk onderzoek. Bij de beschrijvende taalkunde ligt dan ook oorzaak voor de weerstand tegen elke vorm van menselijk ingrijpen in taal die ook vandaag nog leeft bij sommige taalkundigen.
Ook de functionele linguïstiek was niet happig op taalpurisme. Taalkundigen van de Praagse school vonden bijvoorbeeld dat puristen in hun streven naar zuiverheid de communicatieve en stilistische functie van leenwoorden miskenden en dat ze door het uitbannen van vreemde invloed standaardtalige variatie ondergroeven en de uitbouw van stijlregisters belemmerden. Zij waren dan ook niet mals voor het Tsjechische taalpurisme.
Niettemin werd door sommige geleerden van deze strekking enige waarde aan taalpurisme toegekend. Bij de standaardisering van talen wordt immers steevast een zeker belang gehecht aan de factor prestige, en zuiverheid is een van de elementen in de cultivering van talen waaraan doorgaans bijzonder veel prestige wordt gekoppeld.
De naoorlogse sociolinguïstiek is ten slotte in zijn poging om taal objectief als een vorm van sociale communicatie te bestuderen het onderzoek naar taalpurisme zeer van dienst geweest; taalgeleerden van deze strekking hebben immers als eerste de discussie geopend voor een objectieve studie van taalpurisme. Bovendien gewon taalzuivering onder de sociolinguïstiek erkenning als een waardevol aspect van zinvol taalbeleid.

## Soorten taalpurisme
Bij de studie van taalpurisme is allereerst een opdeling noodzakelijk van dit verschijnsel in verschillende categorieën. Er zijn drie manieren om taalpurisme te classificeren; men kan een onderscheid maken op basis van het talige doelwit en het beoogde doel van de taalzuiveraars. Deze twee manieren van onderverdelen zijn gebaseerd op een theorie van de Tsjechische taalkundige Oldřich Ševčík. Daarnaast heeft de Canadese taalgeleerde George Thomas nog een andere invalshoek gevonden om taalpurisme in te delen; hij classificeert taalzuivering namelijk naargelang van de methode gebruikt door de puristen.

### Naargelang van het doelwit
Als men taalzuivering gaat opdelen naargelang van het talige doelwit van de puristen zijn er volgens de theorie van Ševčík zes verschillende strekkingen.
1. Geografisch purisme: Bepaalde puristen hebben het voorzien op de geografische variatie binnen een taalgemeenschap. Een product van deze vorm van purisme is de in veel taalgebieden geleverde strijd tegen invloed uit het dialecten. De pogingen tot uitroeiing van alle patois in de tijd van de Franse Revolutie vallen onder deze noemer.
2. Sociaal purisme: Bij deze vorm van taalzuivering worden vooral elementen uit sommige sociolecten het doelwit van taalpuristen. Men kan bijvoorbeeld invloeden uit de taal van de lagere of de hogere sociale klassen bestrijden of men kan bepaalde vormen van jongerentaal of jargon stigmatiseren. Het gebeurt namelijk dikwijls dat standaardtalen op het taalgebruik van een bepaalde sociale klasse zijn georiënteerd. Zo spiegelen bijvoorbeeld veel sprekers van de Britse variëteit van het Engels hun uitspraak aan de taal van leden van het koningshuis.
3. Xenofoob purisme: In bepaalde omstandigheden gaan taalzuiveraars uit angst voor of uit haat jegens het vreemde elke vorm van uitheemse invloed bestrijden. Men treft xenofoob purisme dikwijls aan in totalitaire regimes. In het fascistische Italië ging men bijvoorbeeld zo ver dat het een tijdlang zelfs verboden was om kinderen en racepaarden een buitenlandse naam te geven. Ook het huidige taalbeleid in Noord-Korea valt onder deze noemer.
4. Taalspecifiek xenofoob purisme: Soms trekken taalzuiveraars enkel ten strijde tegen invloeden uit de meest bedreigende taal. Men vergelijke bijvoorbeeld de verschillende vormen van taalpurisme in het Nederlandse taalgebied in het begin van de 20e eeuw. Zo was in Nederland destijds het Duits de grote zondebok. In België daarentegen richtten taalpuristen hun pijlen vooral op het Frans. De Zuid-Afrikanen vreesden dan weer vooral Engelse invloeden. Ook in andere taalgebieden zijn zulke verschijnselen waarneembaar. Zo zijn Catalanen als de dood voor Castiliaanse leenwoorden, in voormalige Deense territoria poogt men het Deens zo veel mogelijk buiten de deur te houden, Tsjechische taalzuiveraars zien liever geen Duitse leenwoorden in hun moedertaal, in de Balkan is Turkse invloed dikwijls nog steeds een heikel punt, in Turkije heeft men het dan weer niet erg op Arabische en Perzische woorden begrepen, enzovoorts.
5. Historisch purisme: Er zijn ook taalzuiveraars die zich zorgen maken over de historische continuïteit van hun moedertaal. Een schoolvoorbeeld van deze vorm van purisme is het IJslands. Taalgeleerden op IJsland zijn bang dat vreemde invloeden weleens ingrijpende wijzigingen in de morfologie teweeg zouden kunnen brengen. Daarom tracht men het IJslands nog steeds zoveel mogelijk van vreemde smetten te vrijwaren. Ook in andere taalgebieden is men vaak als de dood voor het doorbreken van historische continuïteit. Zo is in het Duitse taalgebied veel gemor te horen over de teloorgang van de genitief ten koste van de datief en zelfs in het Engels houdt men nog steeds vast aan versteende grammaticale sjibbolets zoals het verschil tussen who ‘wie’ en whom.
6. Esthetisch purisme: Sommige puristen hebben het vooral gemunt op veranderingen in hun moedertaal die niet stroken met een bepaalde literaire poëtica. Zo baseerden puristen in het jonge Griekenland zich lange tijd op de taal van de auteurs uit het oude Griekenland. Alle taalveranderingen die zich sindsdien in het Grieks voltrokken hadden, werden door deze beweging volkomen genegeerd. Esthetisch purisme hoeft weliswaar niet zo ver doorgedreven te worden. Vaak worden eigen woorden immers fraaier gevonden dan leenwoorden. Vandaar bijvoorbeeld dat programmeurs soms Nederlandse termen bedenken voor ingeburgerde Engelse woorden. Zo worden in de Nederlandstalige versies van computerprogramma’s kunstmatig gecreëerde termen gebruikt als bestand voor ‘file’, opslaan voor ‘saven’, schermbeveiliging voor ‘screensaver’, stuurprogramma voor ‘driver’ of invoegtoepassing voor ‘plug-in’.

### Naargelang van het streefdoel
Als men taalpurisme gaat opdelen naargelang van het streefdoel van de taalzuiveraars zijn er volgens de theorie van Ševčík vier verschillende strekkingen.
1. Unitair purisme: Er zijn puristen die vooral eenheid en solidariteit binnen een taalgebied wensen te realiseren. Dikwijls hangt unitair purisme dan ook samen met het bestrijden van dialecten, sociolecten of bepaalde stijlregisters van een taal. Zo was de strijd tegen belgicismen in Vlaanderen een poging om een eenheid met de Noord-Nederlandse standaardtaal tot stand te brengen. Na de oorlog trachtte men immers typisch Zuid-Nederlandse woorden als ajuin ‘ui’ of beenhouwer ‘slager’ te vervangen door hun noordelijke equivalenten. Ook het verzet tegen het nynorsk in Noorwegen is een voorbeeld van unitair purisme.
2. Prestigepurisme: Sommige puristen zijn bovenal begaan met het aanzien van hun moedertaal. Dikwijls wordt een taal met een complexe grammaticale structuur, een aangename uitspraak en weinig exogene taalelementen als zeer voornaam ervaren. Aanhangers van prestigepurisme trachten meestal zo goed mogelijk het taalgebruik der hogere klassen te imiteren. Zo is bijvoorbeeld bij de standaardisering van het Frans in de 17e eeuw veel rekening gehouden met de taal die aan het hof werd gesproken en in het Verenigd Koninkrijk spiegelt men zich nog steeds aan het taalgebruik van de regerende monarch.
3. Defensief purisme: Veel taalzuiveraars zien zich als beschermers van de moedertaal en houden zich bezig met het behoeden van hun taal tegen gevaren van buitenaf. Het is vooral deze vorm van purisme waarbij men vreemde invloeden gaat schuwen. Defensieve puristen zijn doorgaans bang dat hun moedertaal door het te veel opnemen van vreemde woorden zal verloederen of zelfs door een grotere taal zal worden opgeslokt. Het taalpurisme van de 19e-eeuwse emancipatoire bewegingen in Europa werd bijvoorbeeld door zulk purisme gekenmerkt. Zo gingen de Tsjechen Duitse woorden schuwen, de Grieken verzetten zich tegen Turkse invloed en in het Belgisch-Nederlands waren vooral Franse leenwoorden ongewenst.
4. Distinctief taalpurisme: Soms hebben taalgebruikers de bedoeling om zich van andere sociale klassen of andere taalgemeenschappen te onderscheiden. Vandaar dat verschillende sociale klassen zich vaak van een eigen typerend sociolect bedienen. Men kan distinctief purisme echter ook veel ruimer opvatten; een taal als het Noors heeft zich bijvoorbeeld lange tijd afgezet tegen invloeden uit het Deens om een splitsing binnen de Deens-Noorse taalgemeenschap tot stand te brengen en ook bij de codificatie van het Zweeds is getracht om de verschillen met het Deens zo veel mogelijk te accentueren.  Ook de recente pogingen van Kroaten zich ook linguïstisch van het Servisch af te scheiden, vallen onder deze noemer.

### Naargelang van de methode
Thomas heeft nog een derde manier bedacht om taalpurisme onder te verdelen. Bij hem is de methode gebruikt door taalzuiveraars een doorslaggevende factor bij de classificatie van verschillende soorten taalpurisme. Op basis van deze factor maakt Thomas een onderscheid tussen zeven vormen van taalzuivering.
1. Archaïserend purisme: Deze vorm van taalpurisme tracht het taalgebruik uit een bepaald tijdperk in het verleden te conserveren of te doen herleven. Vaak wordt immers door taalpuristen om nostalgische redenen teruggeblikt op periodes van vermeende talige zuiverheid. Men treft archaïserend purisme onder meer aan in het IJslands, waar men teruggrijpt naar de taal van de Edda’s. Griekse taalpuristen hebben lange tijd de taal der klassieke auteurs als voorbeeld gebruikt. Ook het Arabische en het Hebreeuwse taalpurisme is archaïserend. Daar wordt respectievelijk de taal van de Koran en de Thora als leidraad nagevolgd.
2. Etnografisch purisme: Sommige puristen verheerlijken het taalgebruik op het platteland. Men put dan uit de dialecten bij het zuiveren van de schrijftaal. Het bekendste voorbeeld van etnografisch purisme is het nynorsk. Ook het Fins heeft in zijn standaardiseringsproces zeer veel inspiratie uit de dialecten gepuurd. Bovendien is etnografisch purisme ook van belang geweest voor het Nederlands in het 19e-eeuwse België. De particularisten poogden namelijk een eigen standaard te creëren voor de zuidelijke dialecten en ze lieten zich daarbij vooral inspireren door het West-Vlaams.
3. Elitair purisme: Deze vorm van taalzuivering verheerlijkt veeleer het taalgebruik van de hogere klassen. In Europa komt zulk purisme vooral voor in talen die al voor de 19e eeuw werden gecodificeerd. In talen als het Engels, het Frans, het Duits, het Spaans, het Italiaans, het Portugees, het Nederlands, het Deens, het Zweeds of het Russisch werd de standaardtaal ten dele gebaseerd op het taalgebruik van de adel en het hof.
4. Hervormingspurisme: Sommige puristen hebben een revolutionaire achtergrond en beogen vooral de talige banden met het verleden door te snijden. Veel progressieve spellinghervormingen kunnen als voorbeelden van hervormingspurisme worden beschouwd. De bekendste casus van deze vorm van purisme zijn wel de grootschalige hervormingen in het Turks. Na de Eerste Wereldoorlog is in Turkije immers getracht zoveel mogelijk de banden met de Ottomaanse cultuur te verbreken. De Turkse staat werd toen geseculariseerd en ook op talig gebied gingen de Turken zich meer naar het Westen richten. Het Latijnse alfabet werd ingevoerd en men trachtte zoveel mogelijk Arabische en Perzische leenwoorden te vervangen door Turkse erfwoorden of westerse leenwoorden. Ook de pogingen van talen in derdewereldlanden om op talige wijze met het koloniale verleden te breken vallen onder deze noemer.
5. Speels purisme: Taalzuiveraars van deze strekking hebben veelal esthetische motieven en speels purisme komt dan ook vooral voor in literaire contexten. Meestal heeft speels purisme immers het vermaak van de lezer als oogmerk. Pogingen om taalpurisme belachelijk te maken zoals de Nederlandse bedenksels verrekijk ‘televisie’ of wentelwiek ‘helikopter’ zijn voorbeelden van deze vorm van purisme.
6. Xenofoob purisme: Bij xenofoob purisme maakt Thomas een onderscheid tussen algemeen en doelgericht xenofoob purisme. Deze vormen van taalzuivering vallen respectievelijk samen met het door Ševčík onderscheiden xenofoob purisme en taalspecifiek xenofoob purisme.
7. Antipurisme: Dit is een puristische reactie tegen het gebruik van taalpurismen. Een voorbeeld is de strijd in het zuidelijke Nederlands tegen begin 20e eeuw gevormde puristische nieuwvormingen als duimspijker ‘punaise’ of regenscherm ‘paraplu’.

## Intensiteit
Alle talen hebben een eigen specifieke houding tegenover taalpurisme. Bepaalde talen staan open voor alle mogelijke vormen van vreemde invloed, terwijl sommige andere talen dan weer krampachtig blijven vasthouden aan hun erfwoordenschat. Thomas onderscheidt in de talen van de wereld zeven mogelijke intensiteitsniveaus.
1. Marginaal purisme: Allereerst zijn er taalgemeenschappen waarbinnen zelden of nooit verzet rijst tegen vreemde invloed. Purisme is in zulke taalgebieden veeleer een randverschijnsel en heeft geen invloed op de vorming van de standaardtaal. Enkele typische voorbeelden van talen met marginaal purisme zijn Engels, Japans en Maltees.
2. Gematigd purisme: In sommige taalgebieden komt wel degelijk taalzuivering voor, maar is die nooit sterk genoeg om tot een noemenswaardige traditie van taalpurisme uit te groeien. Onder meer in het Portugees en het Spaans treft men zo'n niveau van purisme aan.
3. Corrigerend purisme: Talen van deze strekking hebben ooit in hun ontwikkeling een fase doorgemaakt waarin ze hebben blootgestaan aan een grote toevloed van leenwoorden. Daartegen kwam op een gegeven ogenblik dan een puristische reactie. Daarna is het taalpurisme evenwel weer weggeëbd. Het Deens en het Nederlands zijn voorbeelden van zulke talen.
4. Evolutionair purisme: Taalgemeenschappen die gekenmerkt worden door deze vorm van taalzuivering, hebben bij de codificatie van hun standaardtaal een periode van zeer sterke taalzuivering gekend. Daarna boette het taalpurisme echter weer aan belang in. Het Fins en het Noors zijn schoolvoorbeelden van evolutionair purisme.
5. Golvend purisme: Daarnaast zijn er talen waar de intensiteit van het taalpurisme aan schommelingen onderhevig is. Typerend voor dit niveau van taalzuivering is een voortdurende afwisseling van de houding tegenover leenwoorden; in zekere periodes worden zulke talen door een intens purisme gekenschetst, maar in andere fasen van hun ontwikkeling worden exogene taalelementen dan weer gedoogd. Dat niveau van purisme vindt men terug in het Duits en het Tsjechisch.
6. Constant purisme: In sommige taalgemeenschappen is purisme een vaste waarde. Men zal in zulke taalgebieden steeds vreemde invloeden blijven bestrijden en er zijn, in de loop der geschiedenis, geen noemenswaardige veranderingen in de houding tegenover leenwoorden waarneembaar. Het IJslands en het Tamil vallen onder meer onder deze noemer.
7. Revolutionair purisme: Er zijn ook taalgemeenschappen die op een gegeven ogenblik in hun bestaansgeschiedenis een plotselinge ommezwaai in hun houding tegenover vreemde invloed kennen. Het Turks is een van de zeldzame voorbeelden van revolutionair purisme.